# Смирнов, Николай Александрович (Герой Советского Союза)
Никола́й Алекса́ндрович Смирно́в (1917—1965) — сержант Рабоче-крестьянской Красной Армии, участник Великой Отечественной войны, Герой Советского Союза (1945).

## Биография
Николай Смирнов родился 15 января 1917 года в селе Малое Доронино (ныне — Кадыйский район Костромской области). Русский. До призыва в армию проживал в городе Антрацит Ворошиловградской области Украинской ССР, работал на шахте. В 1940 году Смирнов был призван на службу в Рабоче-крестьянскую Красную Армию. С начала Великой Отечественной войны — на её фронтах.
К апрелю 1945 года сержант Николай Смирнов командовал орудием 560-го артиллерийского полка 319-й стрелковой дивизии 43-й армии 3-го Белорусского фронта. Отличился во время штурма Кёнигсберга. 8 апреля 1945 года расчёт Смирнова участвовал в штурме форта № 6, нанеся противнику большие потери. В критический момент боя, оставшись один из всего расчёта, Смирнов продолжал вести огонь. Всего же 8-9 апреля 1945 года он со своими товарищами уничтожил 4 артиллерийских орудия, 5 пулемётных расчётов и 2 дзота.
Указом Президиума Верховного Совета СССР от 19 апреля 1945 года сержант Николай Смирнов был удостоен высокого звания Героя Советского Союза с вручением ордена Ленина и медали «Золотая Звезда».
После окончания войны Смирнов был демобилизован. Проживал и работал сначала в Антраците, затем в Ленинграде. Скоропостижно скончался 28 июня 1965 года, похоронен на Невском воинском кладбище Санкт-Петербурга.
Был также награждён орденами Славы 2-й и 3-й степеней, рядом медалей.